# Пролећна изложба УЛУС-а (1996)
Пролећна изложба УЛУС-а (1996) је трајала од 28. марта до 25. априла 1996. године.  Изложба се одржала у галеријском простору Удружења ликовних уметника Србије, односно у Уметничком павиљону "Цвијета Зузорић", у Београду. 

## О изложби
На овој Пролећној изложби се презентује осамдесет и осам дела, седамдесет седам аутора.
Избор аутора и дела је извршио Уметнички савет Удружења ликовних уметника Србије:
 
1. Анђелка Бојовић
2. Милутин Копања
3. Љубица Радовић
4. Бранка Марић
5. Зоран Марјановић
6. Божидар Џмерковић
7. Миодраг Поповић
8. Невенка Хаџи-Јованчић
9. Зоран Поповић

На овој изложби су додељене следеће награде:
- Златна палета - Миленко Дивјак
- Златна игла - Невенка Стојсављевић

## Излагачи

### Сликарство
1. Даница Баста
2. Мирна Бацковић
3. Братислав Башић
4. Драган Буљугић
5. Жарко Вучковић
6. Оливера Гаврић Павић
7. Снежана Гроздановић
8. Пал Дечов
9. Миленко Дивјак
10. Зоран Н. Ђорђевић
11. Сања Жигић
12. Татјана Јанковић
13. Звонимир Јанцић
14. Драган Соле Јовановић
15. Драгана Јовчић
16. Милинко Коковић
17. Милутин Копања
18. Јадран Крнајски
19. Велизар Крстић
20. Властимир Мадић
21. Бранка Марић
22. Бранислав С. Марковић
23. Надежда Марковић
24. Весна Марковић
25. Весна Мијачика
26. Дејан Милићевић
27. Зорица Миловановић
28. Драгана Миловић
29. Мирјана Мојсић
30. Иван Павић
31. Бранислав Пауновић
32. Божидар Плазинић
33. Александар Поповић
34. Ставрос Поптсис
35. Светлана Раденовић
36. Слободанка Ракић Шефер
37. Миодраг Ристић
38. Рада Селаковић
39. Рајко Сикимић
40. Драгољуб Чиви Станковић
41. Јовица Стевановић
42. Живојин Турински
43. Тијана Фишић
44. Драган Цветковић
45. Биљана Црнчанин
46. Гордана Чекић
47. Босиљка Шипка
48. Миливоје Штуловић

### Скулптура
1. Жељка Момиров
2. Мице Поптсис

### Графика
1. Љубиша Богосављевић
2. Душан Ђокић
3. Синиша Жикић
4. Душица Кирјаковић
5. Ранка Лучић Јанковић
6. Зоран Марјановић
7. Слободан Радојковић
8. Бранко Раковић
9. Владимир Ристивојевић
10. Љиљана Стојановић
11. Невенка Стојсављевић
12. Даниела Фулгоси
13. Бранислав Фотић

### Цртеж
1. Зоран Благојевић
2. Зоран Димовски
3. Наташа Дробњак
4. Селма Ђулизаревић
5. Мартин Ердеш
6. Зоран Матић
7. Ера Миливојевић
8. Весна Милуновић
9. Драгана Газа Милутиновић
10. Димитрије Пецић
11. Зоран Пурић
12. Катарина Станковић

### In memoriam
1. Лазар Вујаклија
2. Милан Миљковић
3. Светислав Младеновић
4. Мирослав Николић
5. Душан Ристић
6. Иван Цветко